# 晋宁州 (云南)
晋宁州，南诏时设置的州。
升晋宁县置，治所在今云南省晋宁县东北晋城镇。属善阐府。大理国时为阳城堡部。元宪宗七年（1257年）立阳城堡万户，至元十二年（1275年）仍改为晋宁州。1913年降为晋宁县。